# Sanoussy Bantama Sow
Pour les articles homonymes, voir Sow.
Sanoussy Bantama Sow est un homme politique guinéen. 
De 2017 au 2021, il était ministre des sports, de la culture et du patrimoine historique.

## Ministre
Ancien ministre de la jeunesse et de l’emploi jeune, en 2010 puis il cumule cette fonction avec celle du ministère des sports pour devenir ministre de la jeunesse, de l’emploi Jeune et des sports dans le gouvernement saïd fofana (1), ministre délégué aux guinéens de l’étranger dans le gouvernement saïd fofana (2), ministre conseiller chargé de mission à la présidence de la république en 2016 et depuis le 23 août 2017 ministre des sports, de la culture et du patrimoine historique, d'abord avec le gouvernement Youla en remplacement de Siaka Barry, avant d’être confirmé dans le nouveau gouvernement gouvernement Kassory en mai 2018, et reconduit dans le second gouvernement Kassory II jusqu'à la chute du régime d'Alpha condé le 5 septembre 2021.

## Politique
Il milite pour l’instauration du multipartisme intégral en Guinée au sein du RPG.